# Con rối tay

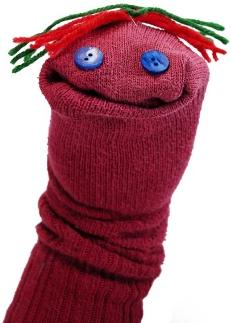
Một con rối tay đơn giản

Con rối tay là dạng con rối mà nghệ sĩ có thể dùng tay để điều khiển bên trong nó. Con rối găng tay là một hình thức khác của con rối tay. Con rối ngón tay không phải là con rối tay vì người điều khiển chỉ dùng duy nhất ngón tay để làm con rối hoạt động.